# ان نخیل
ان نخیل یک منطقهٔ مسکونی در امارات متحده عربی است که در رأس‌الخیمه واقع شده است.

## خصوصیات
ان نخیل ۱۹ متر بالاتر از سطح دریا واقع شده است.